# Афанасий V (патриарх Иерусалимский)
Патриа́рх Афана́сий V (греч. Πατριάρχης Αθανάσιος Ε΄; ок. 1754, Родосто — 16 декабря 1844, Константинополь) — епископ Иерусалимской православной церкви, Патриарх Иерусалимский и всея Палестины.

## Биография

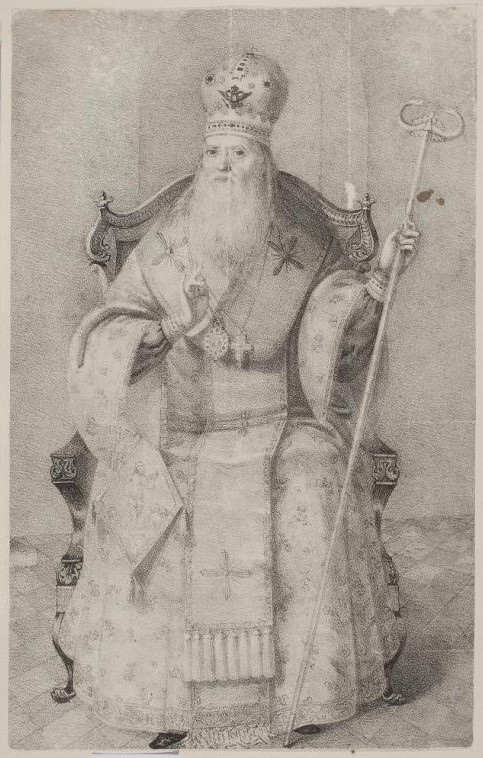
Портрет Афанасия V

Родился в греческой семье. Церковную деятельность начал в Грузии, где находились многочисленные представительства и имения Иерусалимского Патриархата. В молодом возрасте был пострижен в монашество и рукоположен в иеромонаха.
В течение 15 лет был игуменом подворья Святогробского братства в Неохории, под Константинополем.
Масштабное строительство в начале XIX века (особенно восстановление в 1809/1810 сгоревшего храма Гроба Господня), перебои с поступлением доходов от имущества Патриархата в Дунайских княжествах, беспорядочное финансовое управление, а главное — османские гонения на православных после начала Греческого восстания в 1821 года привели к полному разорению Патриархата, не способного расплатиться с огромным долгом.
После смерти Патриарха Иерусалимского Поликарпа, из-за огромного долга в 18 млн пиастров, образовавшегося в Патриархате, среди высшего греческого клира не оказалось желающих занять престол, и тогда архимандрит Афанасий, 15 января 1827 года был возведён в Патриарший сан. По сложившейся традиции, всё время своего Патриаршества Афанасий провёл в Константинополе.
Пытаясь предотвратить распродажу за долги греческих монастырей у святых мест Палестины, Патриарх Афанасий обратился за помощью к православному миру и получил значительные суммы из Сербии, от православных Австрийской империи и особенно из России, куда для сбора милостыни в 1833 году был отправлен архиепископ Фаворский Иерофей, который прожил в России пять лет и собрал значительную сумму. Османское правительство также приняло меры к поддержке Иерусалимской Церкви. Улучшению положения Церкви также способствовали возобновление  с конца 1820-х годов притока православных паломников в Иерусалим. В результате Патриарху удалось расплатиться большей частью долгов.
В 1840 году, после восстановления власти султана, в Палестине заметно усилилось европейское присутствие, были открыты консульства, активизировалась миссионерская пропаганда, в первую очередь протестантская.
Увеличение количества русских паломников и активное вовлечение России в ближневосточные проблемы поставили на очередь вопрос о создании русской Духовной миссии в Палестине. С этими планами связана первая поездка на Восток архимандрита Порфирия (Успенского), оставившего яркое и весьма нелицеприятное описание состояния Иерусалимской Церкви в 1843—1844 годов. После этой поездки Русская Церковь видела свою задачу не только в том, чтобы оказывать денежную поддержку Иерусалимской Церкви и защищать её от посягательств турецкого правительства, но и в немалой степени в просвещении палестинского духовенства.